# Volo Kolavia 348
Il 1º gennaio 2011, il volo Kolavia 348, un collegamento passeggeri di linea nazionale russo da Surgut a Mosca operato da un Tupolev Tu-154, prese fuoco durante il rullaggio prima del decollo. I passeggeri vennero evacuati, ma tre rimasero uccisi e 43 feriti. L'indagine successiva concluse che l'incendio era iniziato in un quadro elettrico per il quale non era mai stata prescritta la manutenzione.

## L'aereo
Il velivolo coinvolto era un Tupolev Tu-154B-2 trimotore, marche RA-85588, numero di serie 83A/588. Volò per la prima volta nel 1983. Entrò in servizio con Aeroflot come CCCP-85588 e venne ri-registrato RA-85588 nel 1993. Prestò quindi servizio con Mavial Magadan Airlines tra il 1994 e il 1999, quando venne ceduto a Vladivostok Air. Kogalymavia (nome commerciale Kolavia, ora Metrojet) lo acquisì nel 2007. Al momento dell'incidente, aveva circa 28 anni.

## Passeggeri ed equipaggio

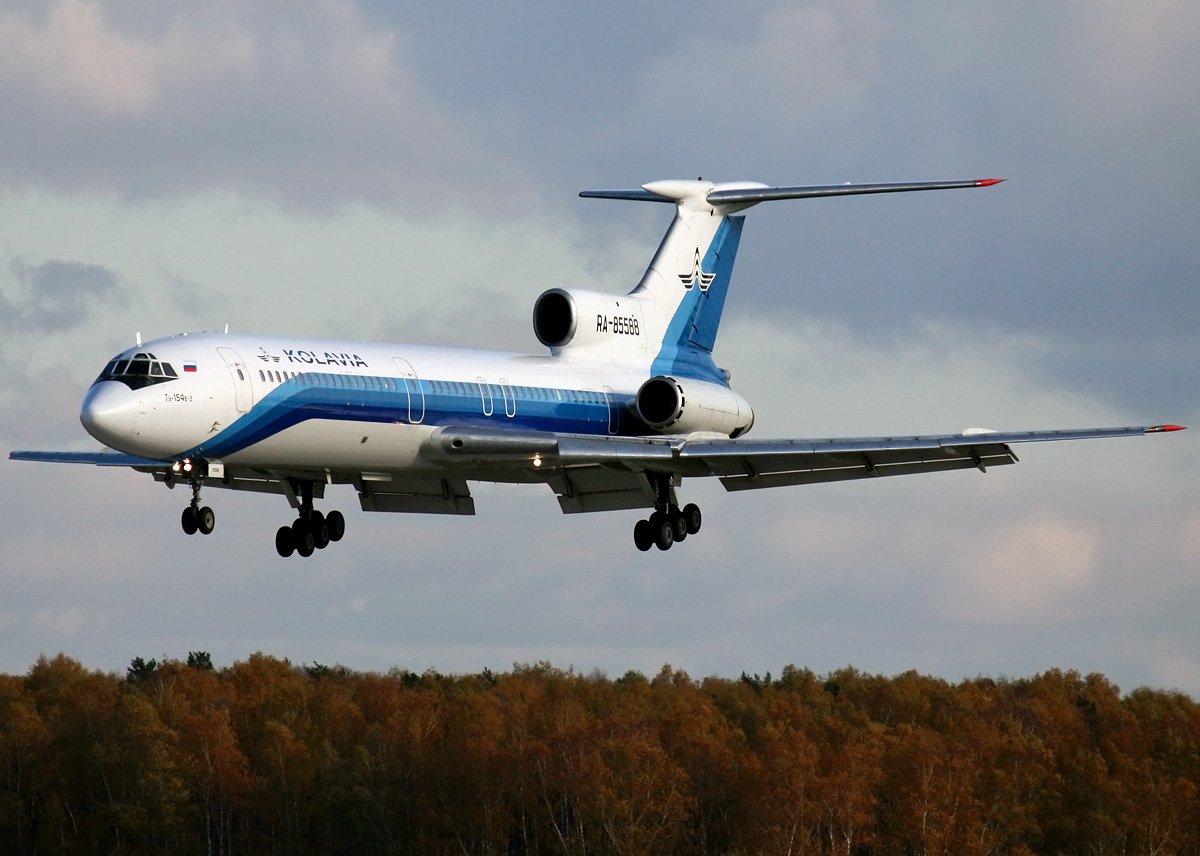
Il Tupolev Tu-154 coinvolto nell'incidente, fotografato nell'ottobre 2010.

L'aeromobile trasportava 116 passeggeri, 8 membri dell'equipaggio e 10 impiegati fuori servizio di Kogalymavia, sebbene una dichiarazione del Ministero della Salute e dello Sviluppo Sociale russo avesse fornito dati indicanti 117 passeggeri e 18 membri dell'equipaggio. Tra i passeggeri c'erano membri della boy band russa degli anni novanta Na Na, che riuscirono a evacuare in sicurezza dall'aereo.

## L'incidente
La mattina del 1º gennaio 2011, il volo 348 si stava preparando a partire all'aeroporto internazionale di Surgut per un volo verso Mosca. Alle 10:00 ora locale (05:00 UTC), mentre l'aereo era in fase pushback e avviava i suoi motori, un incendio si sviluppò nella sezione centrale della fusoliera, diffondendosi rapidamente all'interno della cabina passeggeri.
I motori e l'APU vennero immediatamente spenti e gli scivoli di emergenza aperti per l'evacuazione. Nel giro di quattro minuti, i vigili del fuoco raggiunsero il Tupolev e iniziarono a inondare le fiamme di schiuma, ma furono ostacolati dalla presenza di sopravvissuti vicino al velivolo. Alle 10:20, l'aereo, pieno di carburante caricato precedentemente per percorrere la tratta, era completamente in fiamme.
Il fuoco fu messo sotto controllo intorno alle 10:40; a quel punto, solo la sezione di coda e la parte esterna delle ali erano sopravvissute al fuoco. Tre passeggeri persero la vita e 43 rimasero feriti, quattro in modo grave, per inalazione di fumo o ustioni. L'incidente venne catturato da alcune telecamere di videosorveglianza dell'aeroporto.

## Conseguenze
A seguito dell'incidente, l'Agenzia federale di sorveglianza dei trasporti russa consigliò alle compagnie aeree di smettere di utilizzare i Tupolev Tu-154B fino a quando la causa dell'incidente non fosse stata trovata. Ciò interessò solo 14 aeromobili, poiché tutti gli altri Tu-154 in servizio erano Tu-154M. Kogalymavia si impegnò a risarcire per 20 000 rubli i passeggeri coinvolti nell'incidente. La compagnia assicuratrice russa Sogaz dichiarò che i feriti avrebbero ricevuto un risarcimento tra i 20 000 e i 2 000 000 di rubli. Le famiglie delle vittime avrebbero ricevuto un risarcimento di 2 000 000 di rubli. Le autorità del Khanty-Mansi Autonomous Okrug-Yugra stanziarono 10 000 000 di rubli per aiutare le famiglie.

## Le indagini
L'Interstate Aviation Committee (MAK) avviò un'indagine sull'incidente. Venne anche aperta un'indagine criminale separata per indagare sulle accuse di violazione delle norme sul trasporto e sulla sicurezza antincendio. Entrambi i registratori di volo vennero recuperati e analizzati. Il ministero russo per le situazioni di emergenza dichiarò che i primi risultati indicavano che un corto circuito elettrico era la causa dell'incendio, iniziato nell'area centrale della fusoliera davanti ai motori posteriori.
Nel settembre 2011, il MAK pubblicò il rapporto finale in russo, confermando che la probabile causa dell'incendio era stata un arco verificatosi in un quadro elettrico sul lato destro della fusoliera che ospitava i contatori del generatore. Poco dopo l'avvio dei motori, l'equipaggio collegò i generatori alla rete elettrica, ma i contatori, gravemente usurati, non funzionarono correttamente; questo causò una configurazione anomala del circuito che produsse correnti da 10 a 20 volte superiori ai valori normali, dando origine a un arco elettrico. Il MAK stabilì che non esisteva alcun programma di manutenzione per il quadro elettrico in questione.